# Compuerta mitral

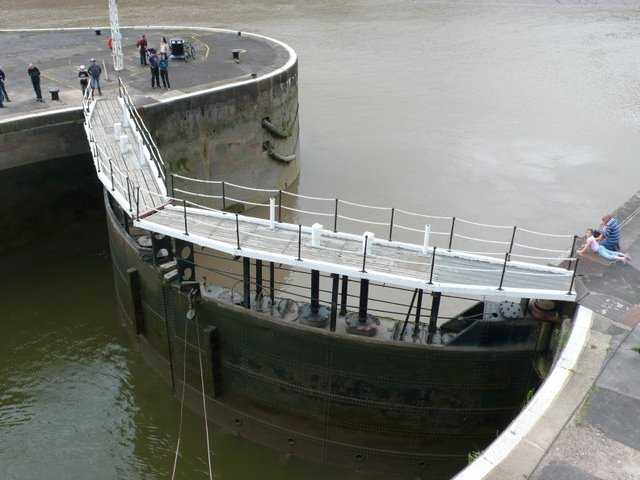
Compuerta mitral cerrada

Un tipo de cerradura que consta de dos alas para esclusas y muelles se denomina puerta de vástago .  Stemmtore consta de dos hojas de puerta que se pueden girar alrededor de ejes verticales y se apoyan entre sí en un ángulo obtuso. En ocasiones, las alas individuales se denominan puertas de inglete..

## Diseño y función
En la posición cerrada, estas paletas no son completamente perpendiculares a la pared de la esclusa, sino que apuntan ligeramente hacia la cabecera . Como resultado, cuando hay agua presente, las alas se presionan entre sí en la junta, lo que garantiza un buen sellado, y la puerta permanece cerrada de manera confiable por sí misma siempre que los niveles de agua delante y detrás de la puerta no estén equilibrados cuando La cámara de la esclusa se está llenando o vaciando .  Desde un punto de vista estático, las hojas cerradas de la puerta del vástago forman un arco de tres bisagras.donde la presión que actúa sobre la compuerta debido a la diferencia en el nivel del agua se disipa de manera estáticamente favorable como una fuerza de compresión en la dirección longitudinal de la hoja de la compuerta hacia las paredes de la cámara de la esclusa sin someter la compuerta a flexión (brazo voladizo ) .
En la posición abierta, las alas de la compuerta de popa suelen plegarse en un nicho correspondiente de la compuerta de popa en las paredes de la esclusa, de modo que no representen un obstáculo para el paso de los barcos. En las esclusas modernas, estos nichos se crean mediante el movimiento del agua generado artificialmente, p. B. con la ayuda de sistemas de burbujas de aire , se mantiene libre de restos flotantes y hielo.

## Galería

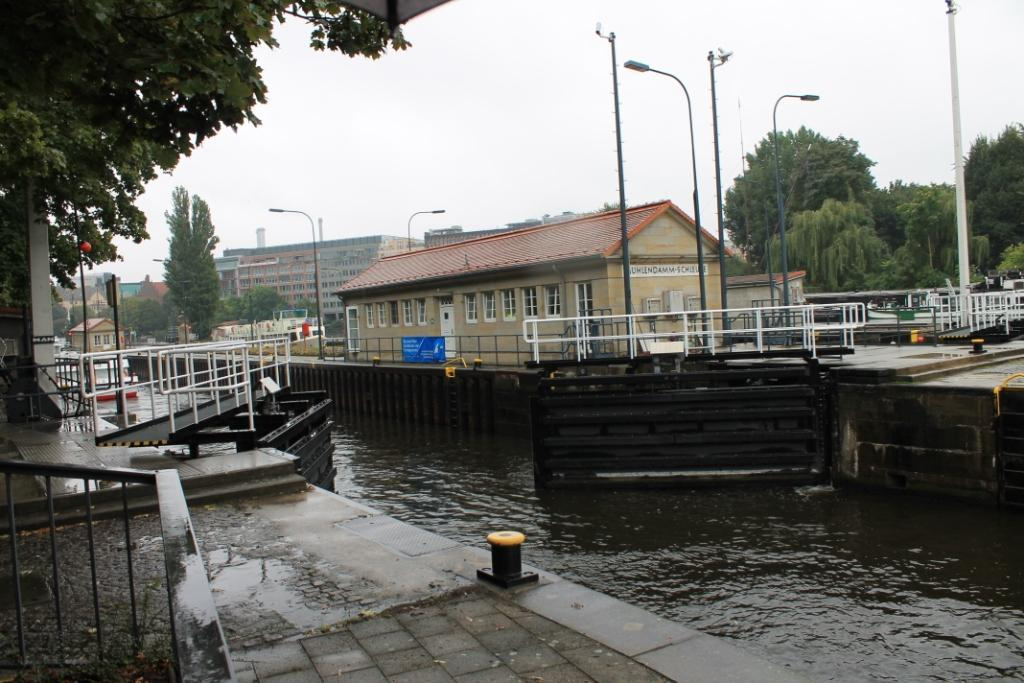
Apertura de la puerta
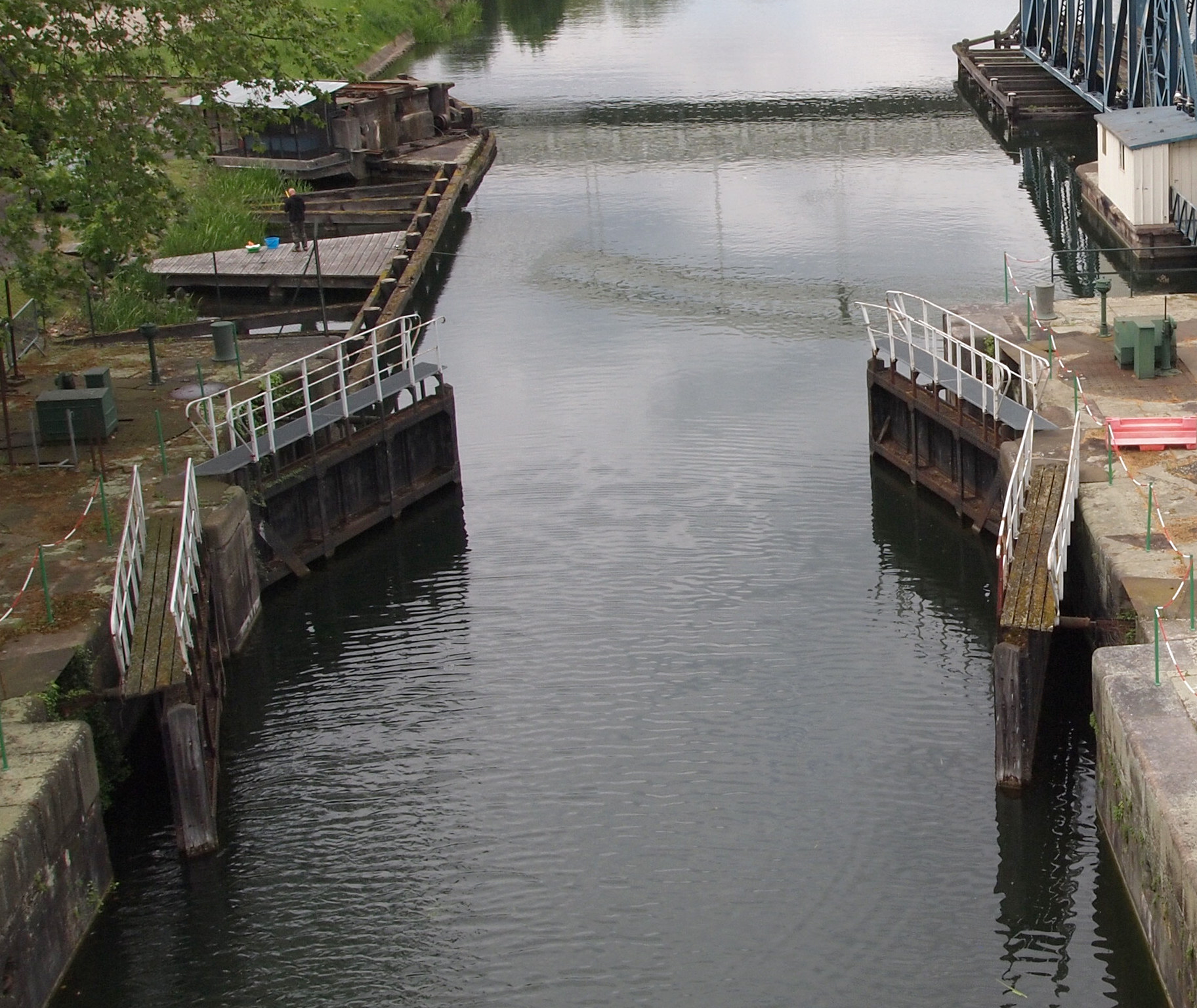
Par de puertas Bidireccional
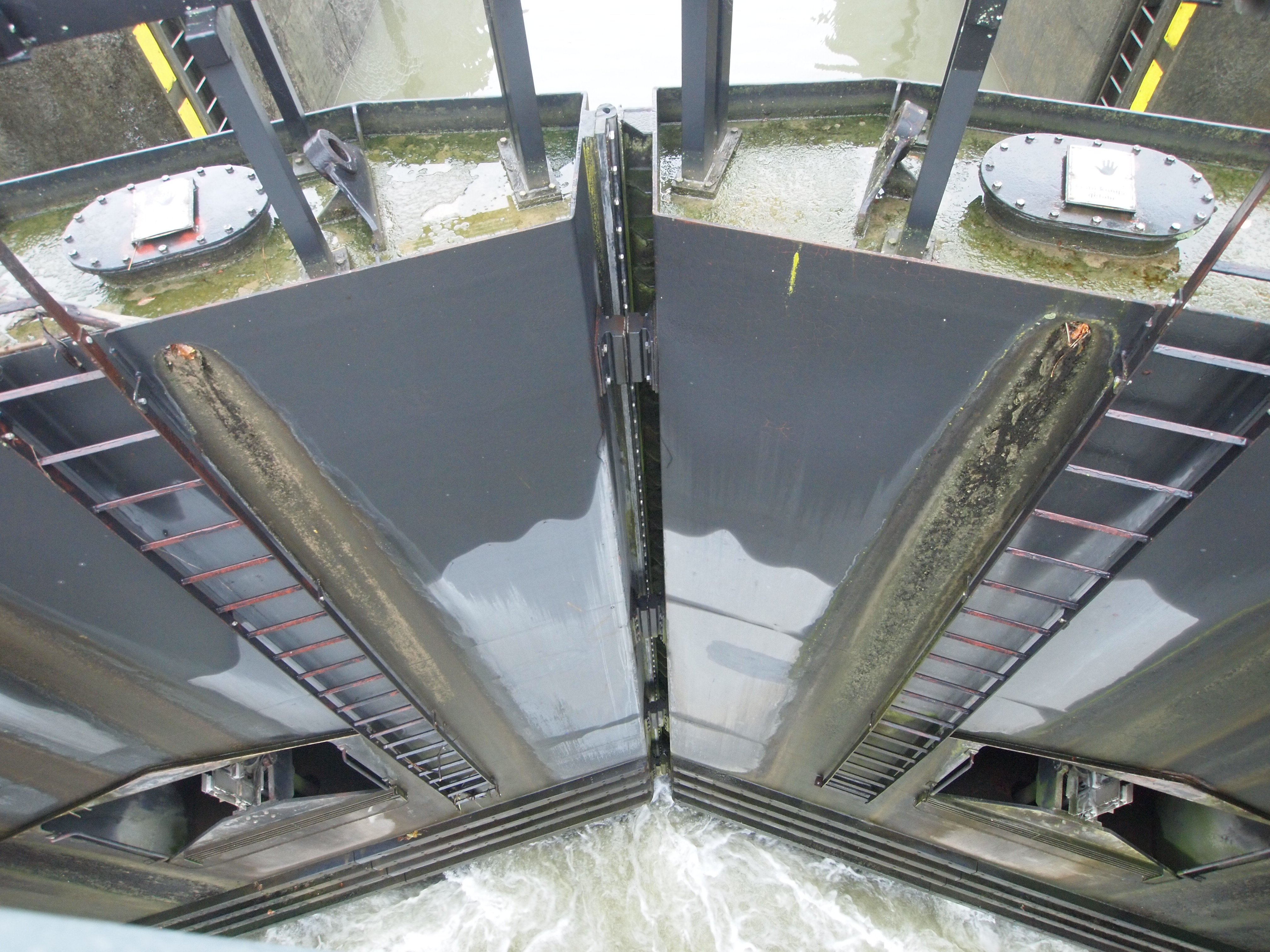
Área de presión y sellado de una compuerta
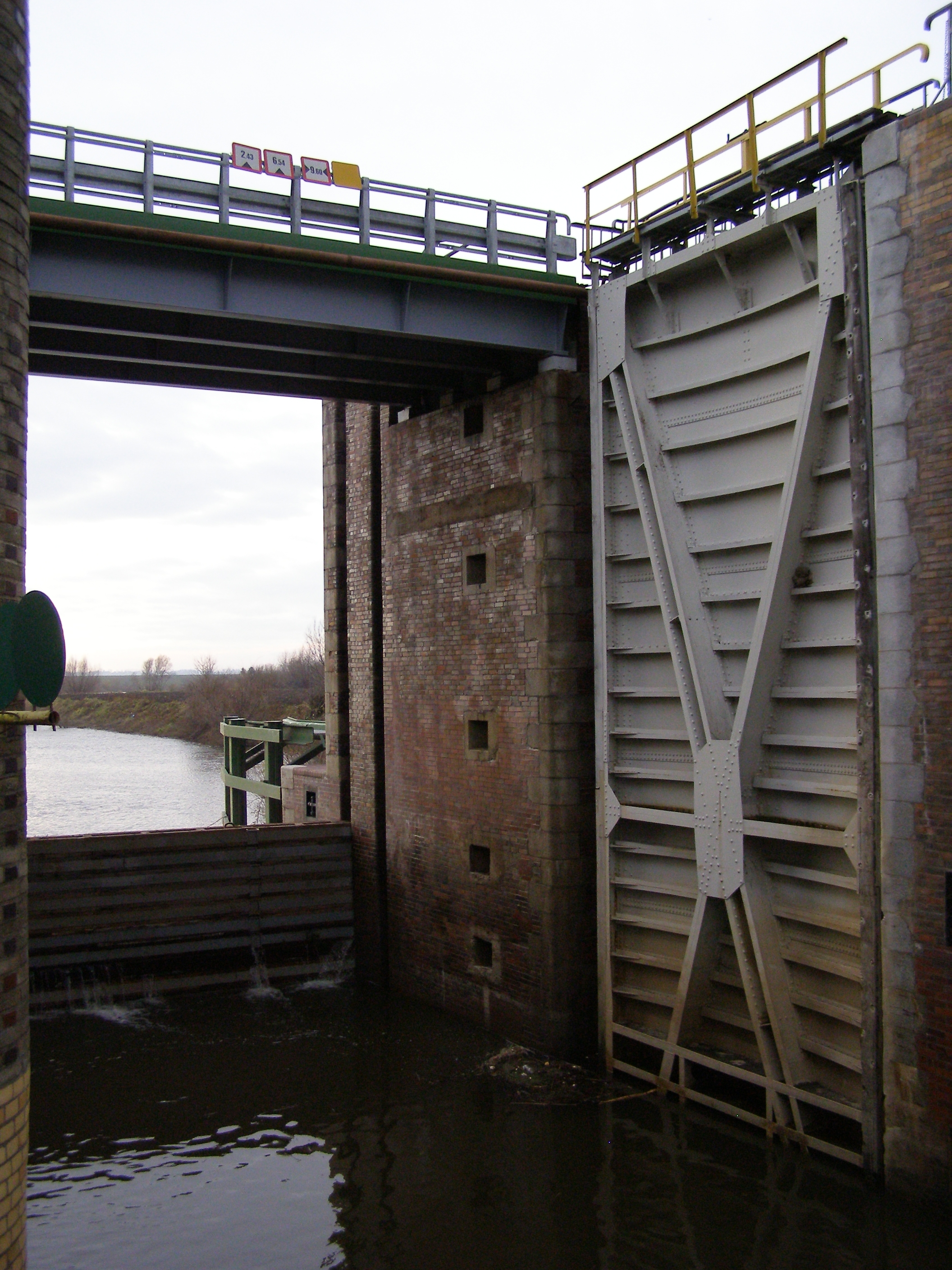
Abrir la hoja de la puerta
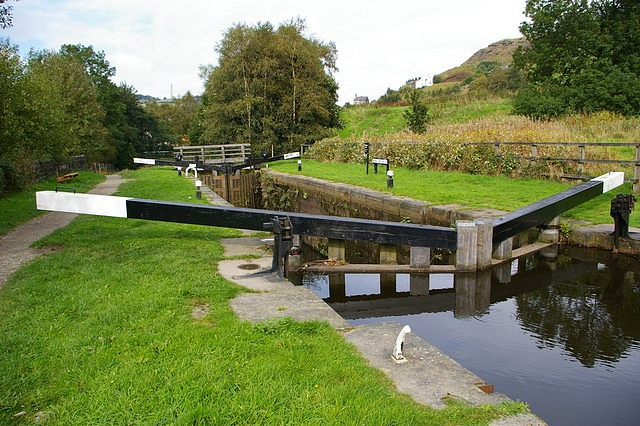
Compuertas mitral operadas a mano en el Canal Inglés de Rochdale

## Tipos decompuerta
Puerta con bisagras como una puerta de esclusa de una sola hoja con eje horizontal de rotación unido a la parte inferior de la cámara de la esclusa.
Puerta elevadora como panel de protección con movimiento vertical hacia arriba en la dirección del nivel de la puerta.
Puerta corredera como un panel de una sola pieza que se puede mover horizontalmente.
Segmentar la puerta como una presa que se puede girar alrededor de un eje horizontal con una piel de puerta circular-cilíndrica.